# Coelichneumon navus
Coelichneumon navus là một loài tò vò trong họ Ichneumonidae.